# İlyas Yılmazer
İlyas Yılmazer (* 27. Januar 1992 in Istanbul) ist ein türkischer Fußballspieler, der für İnegölspor spielt.

## Karriere
Yılmazer Koçal kam im Istanbuler Stadtteil Pendik auf die Welt und begann mit dem Vereinsfußball in der Jugend der Bezirksmannschaft Pendikspor. 2006 erhielt er einen Profivertrag, spielte aber weitere zwei Jahre für die Jugend- bzw. Reservemannschaft. Erst in der Spielzeit 2008/09 kam er auch zu Einsätzen bei den Profis. Im Frühjahr 2011 wechselte er zum türkischen Traditionsverein Fenerbahçe Istanbul, spielte dort aber bis zum Sommer 2012 ausschließlich für die Reservemannschaft.
Im Sommer 2012 wechselte er innerhalb der Liga zu Antalyaspor. Hier wurde er nach der Teilnahme am Saisonvorbereitungscamp an den Zweitligisten Samsunspor ausgeliehen. In der Winterpause kehrte er zu Antalyaspor zurück und wurde dann für die Rückrunde an Manavgat Evrensekispor ausgeliehen.
Zur Saison 2013/14 wechselte Yılmazer zum Zweitligisten Boluspor und zog zwei Spielzeiten später zum Drittligisten İnegölspor weiter.